# Jasjit Singh
Jasjit Singh (8 de julio de 1934 - 4 de agosto de 2013) fue un oficial del ejército indio, escritor y estratega militar, comodoro del aire en la Fuerza Aérea India, y se retiró como Director de Operaciones de la Fuerza Aérea. A partir de entonces permaneció como director del Instituto de Estudios y Análisis de Defensa (1987-2001). Fue fundador y director del Centro de Estudios de Aire, con sede en Delhi. Fue galardonado con el Vir Chakra durante la guerra indo-pakistaní de 1971.

## Biografía
Nació el 8 de julio de 1934. Fundó la Fuerza Aérea de think tank, Centro de Estudios de Aire, y también se mantuvo más tiempo como director sirviendo continuamente al Instituto de Estudios y Análisis de Defensa (IDSA) de 1987 a 2001.
En 2006, fue galardonado con el Padma Bhushan por el Gobierno de la India.

## Obras
- Jasjit Singh (1987). AWACS, the new destabiliser. Lancer Press. ISBN 978-81-85096-01-8.
- Jasjit Singh (1988). Air Power in Modern Warfare. Lancer Publishers. ISBN 978-81-7062-047-1.
- Jasjit Singh (1989). Developments In Asia-Pacific Region. Lancer International. ISBN 978-81-7062-079-2.
- Jasjit Singh; Vatroslav Vekarić (1989). Non-provocative Defence: The Search for Equal Security. Lancer Publishers. ISBN 978-81-7062-080-8.
- Jasjit Singh (1990). India and Pakistan: Crisis of Relationship. Lancer Publishers. ISBN 978-81-7062-118-8.
- Jasjit Singh (1990). Superpower detente and future of Afghanistan. Published by Patriot Publishers on behalf of Indian Centre for Regional Affairs. ISBN 978-81-7050-119-0.
- Jasjit Singh (1991). Asian Security: Old Paradigms and New Challenges. Lancer Publishers. ISBN 978-81-7062-114-0.
- Jasjit Singh; Thomas Bernauer (1993). Security of Third World countries. Dartmouth.
- Jasjit Singh (1997). Bridges across the Indian Ocean. Institute for Defence Studies and Analyses.
- Jasjit Singh (1998). Nuclear India. Knowledge World. ISBN 978-81-86019-11-5.
- Jasjit Singh (1999). Kargil 1999: Pakistan's Fourth War for Kashmir. Knowledge World. ISBN 978-81-86019-22-1.
- Jasjit Singh (2000). India's Defence Spending: Assessing Future Needs. Knowledge World. ISBN 978-81-86019-25-2.
- Pervaiz Iqbal Cheema; Jasjit Singh (2000). Defence Expenditure in South Asia: An Overview. Regional Centre for Strategic Studies. ISBN 978-955-8051-11-5.
- Jasjit Singh (2001). Reshaping Asian Security. Knowledge World. ISBN 978-81-87966-03-6.
- Jasjit Singh (2003). Air Power and Joint Operations. Knowledge World. ISBN 978-81-87966-17-3.
- Jasjit Singh (2004). Innovation and knowledge diffusion in the global economy: a thesis. Harvard University.
- Jasjit Singh (2007). Defence from the Skies. Knowledge World. ISBN 978-81-87966-51-7.
- Jasjit Singh (2009). Military Leadership for Tomorrow. KW Publishers Pvt Limited. ISBN 978-81-87966-58-6.
- Jasjit Singh (2009). Bharatiya Parmanu Shastra. Prabhat Prakashan. ISBN 978-81-7315-289-4.
- Jasjit Singh; Centre for Air Power Studies (New Delhi, India) (2012). Essays on China. KW Publishers. ISBN 978-93-81904-23-7.